# Шифо, Энцо
Винче́нцо (Э́нцо) Ши́фо (итал. Vincenzo "Enzo" Scifo, род. 19 февраля 1966, Ла-Лувьер, Эно) — бельгийский футболист, полузащитник. Участник четырёх чемпионатов мира (1986, 1990, 1994, 1998), где провёл на поле 16 матчей, и одного чемпионата Европы (1984), на котором, выйдя на поле 13 июня в матче против сборной Югославии в возрасте 18 лет 114 дней, Энцо стал самым молодым футболистом за всю историю, игравшим в финальных стадиях европейских первенств. Этот рекорд был побит лишь 9 июня 2012 года голландцем Йетро Виллемсом в матче Нидерланды — Дания. С декабря 2007 года до лета 2009 года был главным тренером бельгийского «Мускрона».

## Карьера

### Клубная
Родился в 1966 году в Ла-Лувьере в семье итальянского шахтёра, обосновавшегося в Бельгии. С 14 лет выступал в юношеской команде родного города, где «наколотил» соперникам 432 мяча. Очень скоро был приглашён в «Андерлехт», где, выступая, за юношескую команду, забил за три сезона 135 голов. В августе 1983 года впервые вышел на поле в стартовом составе основного клуба в матче против «Барселоны», где в то время играл Диего Марадона, и очень хорошо себя проявил. Сразу же закрепился в основном составе. Отыграв 4 сезона за «Андерлехт» и став при этом трёхкратным чемпионом Бельгии, Шифо перебрался в Италию, в миланский «Интер», однако ни здесь, ни в «Бордо», в который он перешёл год спустя, его карьера не сложилась. Несколько лучше складывались его дела в «Осере» и итальянском «Торино», с которым в сезоне 1991/92 он дошёл до финала Кубка УЕФА. Пик карьеры Шифо пришёлся на выступление за «Монако». Став чемпионом Франции в сезоне 1996/97, Энцо вернулся в клуб, с которого начиналась его профессиональная карьера. В первый же сезон возвращения в «Андерлехт» к своим трём победам в чемпионате Бельгии он добавил ещё одну. Закончил выступления Шифо в 2001 году в клубе «Шарлеруа» в связи с хроническим артритом.
Завершив карьеру игрока, Шифо остался в «Шарлеруа» на должности главного тренера, но спустя год был уволен по причине неудовлетворительных результатов. С декабря 2004 по январь 2006 года Шифо возглавлял скромный клуб из второго по силе бельгийского дивизиона «Тюбиз». В конце декабря 2007 года подписал полуторагодичное соглашение с «Мускроном».

### Международная
6 июня 1984 года 18-летний Шифо провёл свой первый матч за сборную Бельгии, сыграв вничью со сборной Венгрии со счётом 2:2. В составе сборной он играл на чемпионатах мира 1986, 1990, 1994 и 1998, на которых отыграл 16 матчей. Он является одним из 14 футболистов, принявших участие в четырёх чемпионатах мира, и одним из трёх бельгийских игроков с подобным достижением. Шифо помог своей стране выйти в полуфинал турнира 1986 года в Мексике, сыграв во всех семи матчах своей команды и забив два мяча, а Бельгия завершила турнир на четвёртом месте (лучший результат до 2018 года). Всего за национальную команду Шифо забил 18 голов в 84 играх.

## Статистика в сборной
| Сборная Бельгии | Сборная Бельгии | Сборная Бельгии |
| Год             | Матчи           | Голы            |
| --------------- | --------------- | --------------- |
| 1984            | 8               | 1               |
| 1985            | 3               | 1               |
| 1986            | 12              | 3               |
| 1987            | 4               | 0               |
| 1988            | 4               | 0               |
| 1989            | 5               | 0               |
| 1990            | 9               | 2               |
| 1991            | 6               | 3               |
| 1992            | 6               | 1               |
| 1993            | 5               | 4               |
| 1994            | 6               | 0               |
| 1995            | 3               | 2               |
| 1996            | 4               | 0               |
| 1997            | 4               | 0               |
| 1998            | 5               | 1               |
| Всего           | 84              | 18              |

## Достижения
- Чемпион Бельгии (4): 1984/85, 1985/86, 1986/87, 1999/00
- Чемпион Франции: 1996/97
- Обладатель Кубка Италии: 1992/93
- Финалист Кубка УЕФА (2): 1983/84, 1991/92